# 長福寺 (いわき市)
長福寺（ちょうふくじ）は、福島県いわき市小川町下小川にある真言律宗の寺院。

## 沿革

### 創建から嘉吉の乱まで
「小川山宝幢院長福寺縁起」によれば、元亨2年（1322年）、小川の領主で佐竹氏一族の小川宗義（義綱）が、鎌倉真言律宗極楽寺の末寺として、子院地蔵院住持の慈雲を招いて創建した。長福寺の寺名は小川宗義がいわき小川に進出する以前に領主を務めた、現在の茨城県大子町頃藤にあった律宗長福寺を復興する意図があったと推測される。
2年後の正中元年（1324年）7月には、同寺本尊の地蔵菩薩坐像を、慈雲の弟子と思われる尼僧の慈仙が院派仏師の院誉に依頼して造立、翌2年（1325年）には、小河義綱により同寺に塩田村、東山が寄進された。
以降、貞和4年（1348年）10月8日、小河入道源義雄、田畑寄進、応永9年（1402年）3月30日、同15年（1408年）12月29日及び翌16年2月9日、小河下野守入道源正、田畑寄進と、小川氏歴代の菩提寺、及び真言律宗の陸奥布教の拠点として栄え、末寺12、寺領40石を有した。

### 岩城氏下へ
1442年の嘉吉の乱の結果、岩城隆忠が小川領も掌握、小川氏に一族の隆冬を送り込んで養子とし、翌1443年には、長福寺寺領安堵について、岩城隆忠として書状を出している。

### 近世以降
慶長8年（1603年）、同14年（1609年）・翌15年（1610年）に3度の火災に遭い、七堂七院12坊が焼失して一時衰退。正保年間（1644〜48）の12世清胤律師の代に小川隆忠を施主として本堂を再建した。
2013年、東日本大震災による本尊地蔵菩薩の破損修復の際に、胎内より銘記と納入品が発見され、鎌倉時代の院派の作と分かり、国指定重要文化財に指定された。

## 文化財
国指定重要文化財
- 「木造地蔵菩薩坐像」－ 本尊。院誉作。鎌倉時代元亨4年（1324年）2月、比丘尼慈仙を願主として造立。元禄11年（1698年）に仏師玄慶により修復が、2013年に松岡誠一により修復[6]が為された。『いわき市の文化財』p.20

いわき市指定文化財
- 本堂 － 正保年間（1644〜48）に再建。『いわき市の文化財』p.102
- 山門 － 元禄5年（1692年）に再建。・
- 「木造興正菩薩坐像」 － 寄木造。室町時代。『いわき市の文化財』p.136

## 末寺
※松尾論文より
- 長楽寺（15石）
- 蔵勝寺（5石）
- 普賢院
- 多門院
- 法善院
- 宗明寺
- 金蔵院
- 千手院
- 多福院
- 密蔵院
- 正福院
- 塩田寺